# Le Lieu du crâne
Pour plus de détails, voir Fiche technique et Distribution.
Le Lieu du crâne (Kρανίου τόπος (Kraniou topos)) est un film grec réalisé par Kóstas Aristópoulos et sorti en 1973.

## Synopsis
Adaptation de la Passion du Christ avec des acteurs amateurs. Ils commentent leur rôle et discutent de leurs problèmes de tous les jours tout en se préparant à jouer. Le réalisateur fait un parallèle entre les souffrances des paysans et celles du Christ.

## Fiche technique
- Titre : Le Lieu du crâne
- Titre original : Kρανίου τόπος (Kraniou topos)
- Réalisation : Kóstas Aristópoulos
- Scénario : Kóstas Aristópoulos
- Direction artistique : Anastassia Arseni
- Décors : Anastassia Arseni
- Costumes : Anastassia Arseni
- Photographie : Yórgos Arvanítis
- Son : Thanassis Arvanitis
- Montage : Kóstas Aristópoulos et Nikos Kanakis
- Musique : Giannis Markopoulos
- Production :  Kóstas Aristópoulos et Société générale anonyme industrielle et commerciale d'entreprises cinématographiques
- Pays d'origine :  Grèce
- Langue : grec
- Format :  Couleurs - 35 mm
- Genre : Drame social
- Durée : 90 minutes
- Dates de sortie : Septembre 1973 (Festival du cinéma grec 1973)

## Distribution
- Takis Kilakos
- Habitants du Magne

## Récompenses
- Festival du cinéma grec 1973 (Thessalonique) : prix spécial pour la photographie, prix spécial pour le scénario, prix de l'Association panhellénique des critiques de cinéma